# 이아람
이아람(李아람, 1988년 2월 25일 ~)은 대한민국의 정당인이다.

## 학력
- 대지초등학교
- 대지중학교
- 은광여자고등학교
- 고려대학교 한문학과 문과대학

## 경력
- 2019.01 ~ 2019.7: 자유의새벽당 창당준비위원장
- 2019.07 ~ : 자유의메아리 대표
- 2019.08 ~ : 자유경제학술회 위원
- 2019.09.19 : 고려대학교 조국 사태 및 조민 퇴학 촉구 4차 촛불집회 단장
- 2019.11 ~ : 한국대학생연합 대표
- 2020.12 ~ 01 : 미래를향한전진4.0 대변인
- 2020.01 ~ 02 : 미래를향한전진4.0 최고위원

- 2019년 반기업 정서가 확산되는 상황에 기업의 중요성을 알리고, 날로 심해지는 정부의 규제, 개입의 위험성을 연구하고자 자유경제학술회에 참여하였다.
- 2019년 자유기업원을 통해 '강의가 기가막혀! 시장경제' 학술 포럼을 열고, 자유시장경제 연구 및 토론을 진행하였다.[1]
- 2019년 정부 및 여권의 대북정책을 강력히 반대하는 북송추진위원회를 발족하여 국민의 민생은 등한시하고, 김정은 독재 체제를 옹호하는 국내 정치인들의 사고를 해학적으로 배격하였다.[2]
- 2019년 청춘의몰락 행사를 통해 정부의 일자리 창출 및 경제 지표 관련 통계 조작, 인터넷 규제 등 정부의 잘못된 정책 및 방향성을 비판하고, 청년들과 문제의식을 공유하며 시민사회에 청년들의 목소리를 높였다.[3]
- 2019년 신촌 대학가에서 학생들을 대상으로 '청년!골든벨' 행사를 진행하여 시장경제와 젠더, 정치, 문화, 안보 등 다양한 분야의 상식을 퀴즈로 출제하여 현 시국에 대한 자각을 높이고 지식 함양과 더불어 자유 민주주의의 가치를 전파하였다.[4]
- 2019년 대학생진보연합의 '윤소하 협박 소포 자작극'을 강력하게 규탄하고, 엄중한 처벌을 촉구하였다.
- 2019년 윤석열 검찰총장을 응원하는 '정의구현 검찰 응원 범국민캠페인' 행사를 기획하여 장미꽃 릴레이로 시민사회에 검찰탄압을 적극적으로 알렸다.[5]
- 2019년 보수청년단체 "자유로정렬"이 주관하는 조국 (전 민정수석) 법무부장관 지명 철회 촉구 집회에 적극적으로 참여하였으며, 전국 81개 대학교 학생이 참여한 전국대학생연합 단체를 설립하여 조국 사퇴에 기여했다.[6]
- 2019년 반사회주의 페스티벌을 기획하여 사회주의의 허구성과 위험성을 알리고, 자유 민주주의의 가치와 이념을 시민사회에 전파하였다.
- 2020년 김정은총살대회를 진행하여 우리의 주적이 북한이라는 안보관이 무색해지는 상황에 대한 경종을 울리고, 인류 보편적 가치인 인권을 탄압하는 독재자 김정은 일당에 대해 강력히 문제 제기를 하였다.[7]

——

## 고려대 집회 관련 논란[8]
- 조국 법무부장관 인사청문회 즈음 대두된 조민의 부정입학과 관련하여 2019.08.23에 개최된 최초의 관련 집회 이후, 이아람은 2019.9.19에 해당 사안과 관련된 4차 집회를 “순수 학내집회를 표방하여” 집회를 제안

- 그러나 집회 당일에는 당초 표방한 바와 달리, 학생들에게 공개하지 않은 채 고대 소속이 아닌 아래의 인원들을 집행부로 참석시켜 논란을 촉발시킴

```
 * 고대 소속이 아닌 우파청년단체 "자유로정렬" 대표 오도현
[
9
]
```

```
 * 보수집회 활동가인 "정의로운 사람들" 대표 이은택
[
10
]
```

- 고려대학교 학우 커뮤니티 "고파스"에 외부인이 순수 학내 집회에 참여한 경위에 대해 제기된 아래의 해명 요구사항에 대해 답변을 하지 않음[11]

```
 * 해명 요구사항
```

1. 고대 4차집회 집회자 이OO씨 및 4차집회 집행부는 고려대 4차집회에 온 자유로정렬 대표 오OO씨의 참석 경위를 해명해주십시오.
2. 고대 4차집회에 스태프로 참여하신 자유로정렬 대표 오OO씨는 “집행부로 활동한적이 없음”이란 언급에 해명바랍니다.
3. 고대 4차집회 집회자 이OO씨 및 4차집회 집행부는 고려대 4차집회에 온 보수집회 활동가 OO택 씨의 참석 경위를 해명해주십시오.
4. 생명과학대 정OO씨(=ws961028)는 자신의 고파스 아이디를 제3자에게 대여했던 것에 대한 해명을 바랍니다.
5. 이OO씨 및 전대연은 고려대학교, 고려대학교에서 개최된 집회 및 고려대학교 교우들을 이용하지 말아주십시오.